# تا استخوان (فیلم)
تا استخوان (به انگلیسی: To the Bone) فیلمی محصول سال ۲۰۱۷ و به کارگردانی مارتی نوکسون است. در این فیلم بازیگرانی همچون لی‌لی کالینز، کری پرستون، لیلی تیلور، الکس شارپ، کیانو ریوز، لیانا لیبراتو، بروک اسمیت، لسلی بیب، کاترین پرسکات، سی‌یرا براوو، رتا و آلانا اوباک ایفای نقش کرده‌اند.